# Dicastério para a Promoção da Unidade dos Cristãos
O Dicastério para a Promoção da Unidade dos Cristãos (Dicasterium ad Unitatem Christianorum Fovendam) é um dicastério da Cúria Romana.
No ambiente do Concílio Vaticano II, sob inspiração do Papa João XXIII, foi criada em 5 de junho de 1960, dia de Pentecostes daquele ano, o Secretariado para a Promoção da Unidade dos Cristãos, com o Motu Próprio Superno Dei Nutu.
Em 1966 este secretariado foi confirmado pelo Papa Paulo VI, como organismo permanente da Santa Sé.
A partir da Constituição Apostólica Pastor Bonus, de João Paulo II, este dicastério é elevado a categoria de Pontifício Conselho, designação que tomou desde 1 de março de 1989.
Com a promulgação da Constituição apostólica Praedicate Evangelium, do Papa Francisco, deixa de ser um Pontifício Conselho e passa a dotar o nome atual.

## Função
A função do Dicastério é a de aplicar-se com iniciativas oportunas ao empenho ecumênico por recompor a unidade entre os cristãos.
Ele interessa-se por que sejam postos em prática os Decretos do Concílio Vaticano II concernentes ao ecumenismo. Ocupa-se da reta interpretação dos princípios ecumênicos e cuida da execução dos mesmos.
Favorece convênios católicos, tanto nacionais como internacionais, realizados para promover a unidade dos cristãos, congrega-os e coordena-os e está atento às suas iniciativas.
Submete previamente as questões ao Sumo Pontífice, cuida das relações com os irmãos das Igrejas e das Comunhões eclesiais, que ainda não têm plena comunhão com a Igreja Católica, e, sobretudo promove o diálogo e os colóquios para favorecer a unidade com elas, valendo-se da colaboração de peritos bem preparados na doutrina teológica. Designa os observadores católicos para os encontros entre cristãos e convida os observadores das outras Igrejas e Comunhões eclesiais para os encontros católicos, todas as vezes que isto pareça oportuno.
Dado que a matéria a ser tratada por este Dicastério muitas vezes, por sua natureza, se refere a questões de fé, é necessário que ele proceda em estreita união com o Dicastério para a Doutrina da Fé, sobretudo quando se trata de emanar documentos públicos ou declarações.
Ao tratar os assuntos, de maior importância, que se referem às Igrejas Orientais separadas, primeiro deve ouvir o Dicastério para as Igrejas Orientais.
Junto do Conselho é constituída uma Comissão para estudar e tratar as matérias que, sob o ponto de vista religioso, se referem aos judeus: essa Comissão é dirigida pelo Presidente do mesmo Conselho.

## Presidentes
|             | Nome                                        | Período     | Notas              |
| Presidentes | Presidentes                                 | Presidentes | Presidentes        |
| ----------- | ------------------------------------------- | ----------- | ------------------ |
| 4º          | Kurt Cardeal Koch                           | 2010-       | Atual              |
| 4º          | Walter Cardeal Kasper                       | 2001-2010   | presidente emérito |
| 3º          | Edward Idris Cardeal Cassidy                | 1989-2001   |                    |
| 2º          | Johannes Gerardus Maria Cardeal Willebrands | 1974-1990   |                    |
| 1º          | Agostinho Cardeal Bea, SJ                   | 1960-1968   |                    |